# Лиманська селищна рада
Лима́нська се́лищна ра́да — орган місцевого самоврядування Лиманської селищної громади в Роздільнянському районі Одеської області. Перші вибори до ради громади відбулися 25 жовтня 2020 року. Перша сесія ради громади відбулася 9 грудня 2020 року.

## Історія

### Рада як адміністративно-територіальна одиниця
До 25 жовтня 2020 року також була як адміністративно-територіальна одиниця в Роздільнянському районі (поділ 1930-2020) Одеської області. 
Лиманська селищна рада була утворена в 1957 році. Станом на 1 травня 1967 року до складу Лиманської селищної ради входили: смт Лиманське, с. Піонерське, селище Степове. На території селищної ради було 3 радгоспи: імені Карла Маркса (господарський центр — Лиманське), «Степной» (Степове) та «Шлях Ілліча» (Лиманське).
З 1979 року селищній раді було підпорядковане лише смт Лиманське. Село Піонерське, с-ще Степове ввійшли до складу утвореної у тому році Степової сільської ради. 
Територія складала 68 644 км², населення на 1 січня 2020 року — 7249 осіб.
Відповідно до розпорядження КМУ № 623-р від 27 травня 2020 року «Про затвердження перспективного плану формування територій громад Одеської області» Лиманська селищна рада разом ще з 3 сільрадами району ввійшла до складу Лиманської селищної громади.

## Склад ради
Рада громади складається з 26 депутатів та голови.
- Голова ради:

### Керівний склад попередніх скликань
| Прізвище, ім'я, по батькові  | Основні відомості                                                                                               | Дата обрання | Дата звільнення     |
| ---------------------------- | --- | ------------ | ------------------- |
| Жаріков Євген Сергійович     | Селищний голова, 1975 року народження, безпартійний                                                             | 26.03.2006   | 31.10.2010          |
| Устенко Володимир Григорович | Селищний голова, 1957 р.н., освіта вища, член Партії регіонів                                                   | 03.11.2010   | 25.10.2015          |
| Євтодій Ольга Саввівна       | Селищний голова, народилася 30.04.1972 р., освіта вища, безпартійна                                             | 25.10.2015   | 25.10.2020          |
| Бакланов Віктор Васильович   | Селищний голова, народився 22.11.1972 р., освіта вища, член ПОЛІТИЧНОЇ ПАРТІЇ «ОПОЗИЦІЙНА ПЛАТФОРМА – ЗА ЖИТТЯ» | 25.10.2020   | нині обіймає посаду |

Примітка: таблиця складена за даними сайту Верховної Ради України

### Депутати
За результатами місцевих виборів 2010 року депутатами ради стали:

#### За суб'єктами висування
| Суб'єкт висування | Кількість обраних депутатів | %    |
| ----------------- | --------------------------- | ---- |
| Самовисування     | 22                          | 61,1 |
| Партія регіонів   | 13                          | 36,1 |
| Народна партія    | 1                           | 2,8  |

#### За округами
| № округу        | Прізвище, ім'я, по батькові     | Дата визнання обраним | Освіта  | Партійна приналежність            | Відомості про обраного депутата                                            |
| --------------- | ------------------------------- | --------------------- | ------- | --------------------------------- | -------------------------------------------------------------------------- |
| Народна Партія  |                                 |                       |         |                                   |                                                                            |
| 5               | Бухнаєв Микола В'ячеславович    | 04.11.2010            | вища    | член Народної партії              | Лиманський професійний аграрний ліцей, викладач                            |
| Партія регіонів |                                 |                       |         |                                   |                                                                            |
| 3               | Євтодій Ольга Саввівна          | 04.11.2010            | середня | член Партії регіонів              | Лиманська селищна рада, секретар                                           |
| 6               | Олійник Віталій Михайлович      | 04.11.2010            | середня | член Партії регіонів              | приватний підприємець                                                      |
| 14              | Бабанов Володимир Степанович    | 04.11.2010            | середня | член Партії регіонів              | МПП «Герант», директор                                                     |
| 17              | Романчук Ігор Станіславович     | 04.11.2010            | вища    | член Партії регіонів              | СОВ «Завод залізобетонних виробів», охоронець                              |
| 20              | Нікулеско Володимир Григорович  | 04.11.2010            | середня | член Партії регіонів              | комунальне підприємство «Будинкоуправління», машиніст ВНС                  |
| 22              | Мисливець Георгій Іванович      | 04.11.2010            | вища    | член Партії регіонів              | пенсіонер                                                                  |
| 26              | Коток Людмила Григорівна        | 04.11.2010            | середня | член Партії регіонів              | пенсіонер                                                                  |
| 27              | Корнєва Надія Миколаївна        | 04.11.2010            | середня | член Партії регіонів              | домогосподарка                                                             |
| 28              | Лідяєва Людмила Михайлівна      | 04.11.2010            | середня | член Партії регіонів              | пенсіонер                                                                  |
| 31              | Тазієв Рашид Мірзагітовіч       | 04.11.2010            | середня | член Партії регіонів              | пенсіонер                                                                  |
| 32              | Петрушин Олексій Олексійович    | 04.11.2010            | середня | член Партії регіонів              | пенсіонер                                                                  |
| 33              | Гуменний Віктор Гаврилович      | 04.11.2010            | вища    | член Партії регіонів              | ТОВ, головний інженер                                                      |
| 34              | Ярошенко Лариса Геннадіївна     | 04.11.2010            | середня | член Партії регіонів              | БК № 3, художній керівник                                                  |
| Самовисування   |                                 |                       |         |                                   |                                                                            |
| 1               | Михайлюк Андрій Матвійович      | 04.11.2010            | вища    | член Партії регіонів              | пенсіонер                                                                  |
| 2               | Павлюк Марія Іванівна           | 04.11.2010            | середня | позапартійна                      | домогосподарка                                                             |
| 4               | Маковійчук Микола Іванович      | 04.11.2010            | вища    | позапартійний                     | БК № 1, директор                                                           |
| 7               | Тимофєєв Сергій Миколайович     | 04.11.2010            | середня | позапартійний                     | міжнародний аеропорт смт Лиманське, охоронець                              |
| 8               | Клюсевич Василь Васильович      | 04.11.2010            | середня | позапартійний                     | пенсіонер                                                                  |
| 9               | Бондар Олексій Володимирович    | 04.11.2010            | вища    | позапартійний                     | КП «Житлокомунгосп», директор                                              |
| 10              | Кириченко Олександр Дмитрович   | 04.11.2010            | середня | позапартійний                     | пенсіонер                                                                  |
| 11              | Буц Світлана Іванівна           | 04.11.2010            | середня | позапартійна                      | домогосподарка                                                             |
| 12              | Березюк Олександр Олексійович   | 04.11.2010            | вища    | позапартійний                     | школа-інтернат смт Лиманське, директор                                     |
| 13              | Майданюк Любов Іванівна         | 04.11.2010            | вища    | позапартійна                      | ТОВ «Лиман», інженер ОК                                                    |
| 15              | Горобець Олександр Іванович     | 04.11.2010            | середня | позапартійний                     | приватний підприємець                                                      |
| 16              | Батурін Петро Леонтійович       | 04.11.2010            | вища    | член Комуністичної партії України | пенсіонер                                                                  |
| 18              | Загнєтов Геннадій Олександрович | 04.11.2010            | середня | позапартійний                     | приватний підприємець                                                      |
| 19              | Грабовенко Людмила Олексіївна   | 04.11.2010            | середня | позапартійна                      | Лиманська селищна рада, паспортист                                         |
| 21              | Зяблов Олександр Миколайович    | 04.11.2010            | середня | позапартійний                     | приватний підприємець                                                      |
| 23              | Шеїн Валерій Васильович         | 04.11.2010            | середня | позапартійний                     | Лиманський професійний аграрний ліцей, викладач                            |
| 24              | Кукуруза Сергій Миколайович     | 04.11.2010            | середня | позапартійний                     | Лиманська селищна рада, заступник селищного голови                         |
| 25              | Корнєцова Інна Василівна        | 04.11.2010            | середня | позапартійна                      | школа-інтернат, вчитель                                                    |
| 29              | Чайкіна Олександра Василівна    | 04.11.2010            | середня | член Партії регіонів              | комунальне підприємство «Будинкоуправління», майстер                       |
| 30              | Янчук Михайло Олексійович       | 04.11.2010            | вища    | позапартійний                     | міжнародний аеропорт «Лиманське», начальник інженерно-аеродромного відділу |
| 35              | Фелег Катерина Олександрівна    | 04.11.2010            | вища    | позапартійна                      | приватний підприємець                                                      |
| 36              | Жариков Сергій Петрович         | 04.11.2010            | вища    | позапартійний                     | приватний підприємець                                                      |